# Tour de Lombardie espoirs
Le Tour de Lombardie espoirs (Piccolo Giro di Lombardia ou Il Lombardia Under 23 en italien) est une course cycliste italienne disputée en Lombardie. Créé en 1911, il fait partie de l'UCI Europe Tour en catégorie 1.2. La course précède de 1 ou 2 semaines le Tour de Lombardie. Cette course est réservée aux coureurs espoirs (de moins de 23 ans) ainsi qu'aux amateurs. L'édition 2009 est annulée mais l'épreuve est réorganisée dès 2010, toujours en catégorie 1.2. Il est par conséquent ouvert aux équipes continentales professionnelles italiennes, aux équipes continentales, à des équipes nationales et à des équipes régionales ou de clubs. Les UCI ProTeams (première division) ne peuvent pas participer.